# Million Reasons
Million Reasons je druhý singl z pátého studiového alba Joanne americké zpěvačky Lady Gaga, který vyšel 8. listopadu 2016. Píseň byla nejprve vydána jako promo singl, ale později bylo rozhodnuto, že se stane oficiálně druhým singlem místo původně zvolené písně A-Yo. Na skladbě spolupracovala Gaga s americkou country zpěvačkou a skladatelkou Hillary Lindsey, anglickým hudebníkem Markem Ronsonem a Michaelem Tuckerem, který je známější pod pseudonymem BloodPop.